# إي. ماسون هوبر
إي. ماسون هوبر (بالإنجليزية: E. Mason Hopper) هو كاتب سيناريو ومخرج وممثل أمريكي، ولد في 6 ديسمبر 1885 في الولايات المتحدة، وتوفي بنفس المكان في 3 يناير 1967.

## أعمال

### أفلام
- (1950) سانسيت بوليفارد

## وصلات خارجية
- إي. ماسون هوبر على موقع IMDb (الإنجليزية)
- إي. ماسون هوبر على موقع ألو سيني (الفرنسية)
- إي. ماسون هوبر على موقع أول موفي (الإنجليزية)
- إي. ماسون هوبر على موقع قاعدة بيانات الأفلام السويدية (السويدية)
- إي. ماسون هوبر على موقع قاعدة بيانات الفيلم (الإنجليزية)
- إي. ماسون هوبر على موقع كينوبويسك (الروسية)